# Mangora purulha
Mangora purulha (Levi, 2005) è un ragno appartenente alla famiglia Araneidae.

## Etimologia
Il nome proprio della specie deriva dal comune guatemalteco di rinvenimento: Purulhá

## Caratteristiche
L'olotipo femminile rinvenuto ha dimensioni: cefalotorace lungo 1,4mm, largo 1,2mm; opistosoma lungo 1,8mm.

## Distribuzione
La specie è stata reperita nel Guatemala centrale: nei pressi di Purulhá, comune appartenente al dipartimento di Baja Verapaz.

## Tassonomia
Al 2014 non sono note sottospecie e dal 2005 non sono stati esaminati nuovi esemplari.